# Okręg wyborczy North Norfolk
Okręg wyborczy North Norfolk powstał w 1868 r. i wysyłał do brytyjskiej Izby Gmin dwóch deputowanych. W 1885 r. liczbę mandatów przypadających na okręg zmniejszono do jednego. Okręg obejmuje północną część hrabstwa Norfolk.

## Deputowani do brytyjskiej Izby Gmin z okręgu North Norfolk

### Deputowani w latach 1868–1885
- 1868–1876: Frederick Walpole, Partia Konserwatywna
- 1868–1885: Edmund Lacon, Partia Konserwatywna
- 1876–1879: James Duff, Partia Konserwatywna
- 1879–1885: Edward Birkbeck, Partia Konserwatywna

### Deputowani po 1885
- 1885–1899: Herbert Cozens-Hardy, Partia Liberalna
- 1899–1910: William Brampton Gurdon, Partia Liberalna
- 1910–1918: Noel Buxton, Partia Liberalna
- 1918–1922: Douglas King, Partia Konserwatywna
- 1922–1930: Noel Buxton, Partia Pracy
- 1930–1931: Lucy Noel-Buxton, Partia Pracy
- 1931–1945: Thomas Russell Albert Mason Cook, Partia Konserwatywna
- 1945–1964: Edwin Gooch, Partia Pracy
- 1964–1970: Bert Hazell, Partia Pracy
- 1970–1997: Ralph Howell, Partia Konserwatywna
- 1997–2001: David Prior, Partia Konserwatywna
- 2001–: Norman Lamb, Liberalni Demokraci